# Adaya Godlevsky

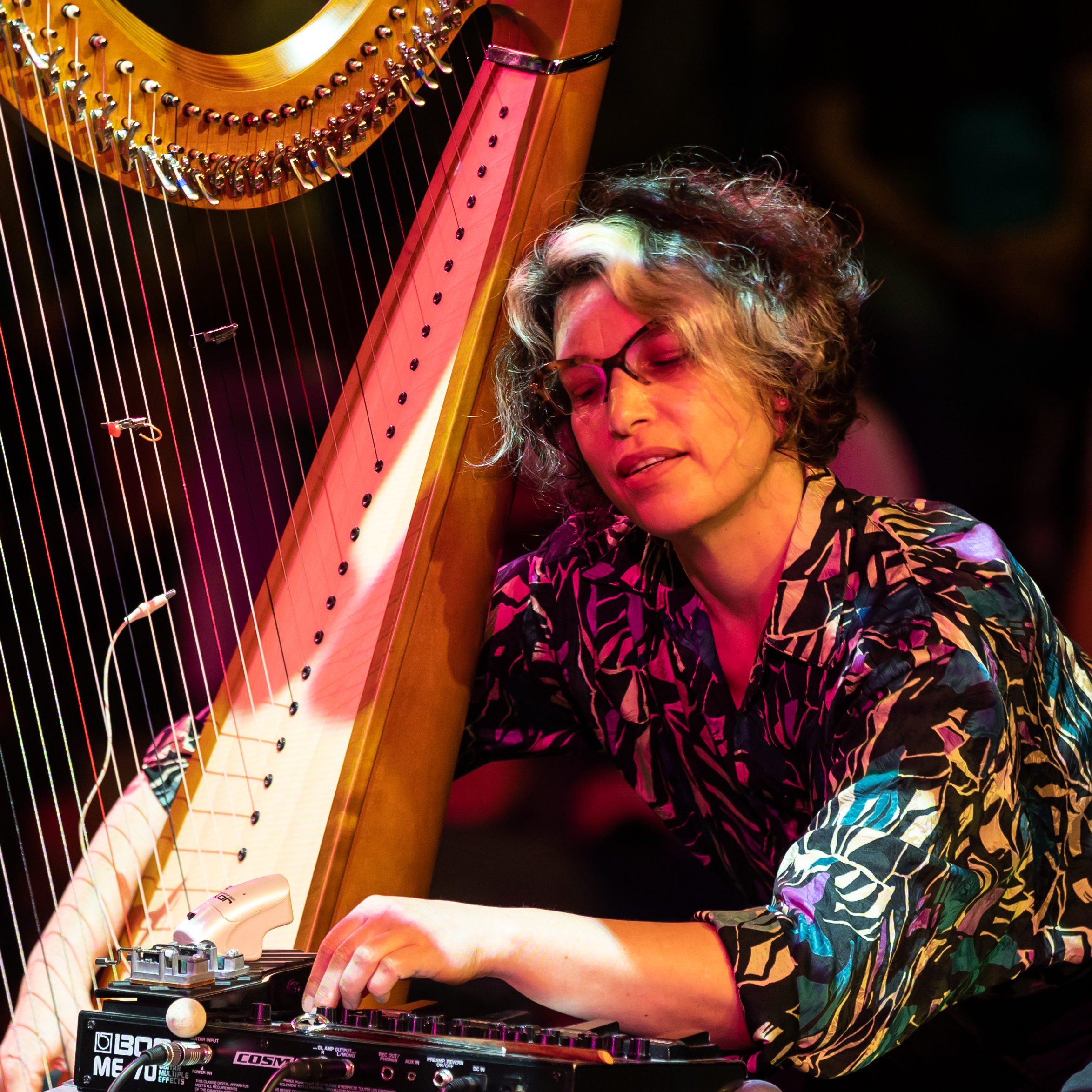
Adaya Godlevsky (2022)

Adaya Godlevsky (* 1974 in Jerusalem) ist eine israelische Improvisationsmusikerin (Harfe, Stimme, Elektronik) und multidisziplinäre Künstlerin.

## Leben und Wirken
Godlevsky begann im Alter von elf Jahren, klassische und keltische Harfe zu lernen. Sie besuchte das Nisan Native-Studio für Theater und Performance, die Rimon School of Jazz and Contemporary Music sowie Kompositionskurse bei Oded Zehavi oder Arik Shapira. Seit 2002 ist sie als unabhängige Künstlerin tätig, die Kompositionen für die Bühne schafft und aufführt sowie Regie führt. Sie nahm auch als Darstellerin an verschiedenen Theater- und Performance-Projekten teil. Dabei nutzt sie die Harfe als Hauptmotiv bei ihren künstlerischen Aktivitäten.
Godlevsky hat mehrere Alben veröffentlicht, zunächst Seam (2013), und Stücke des britischen Harfenisten Rhodri Davies aufgeführt. Gemeinsam mit dem Schlagzeuger Haggai Fershtman spielte sie 2020 für Chant Records das frei improvisierte Album Sonia ein, das ihrer verstorbenen Freundin, der Übersetzerin Sonia Barchilon, gewidmet ist. Mit Fershtman trat sie 2022 beim Moers Festival auf; dort war sie auch in einer Session mit Stefano Calderano, Francesco Guerri und Michael Vatcher zu erleben.